# Коледж Святого Ігнатія (Ріо-де-Жанейро)
Коледж Св. Ігнатія, Ріо-де-Жанейро (порт. Colégio de Santo Inácio, Rio de Janeiro) — бразильська приватна католицька школа, розташована в районі Ботафого в південній зоні міста Ріо-де-Жанейро. Обслуговує учнів від дитячого садка до середньої школи, а також має вечірню школу для молоді та дорослих.
Коледж був заснований в 1903 році Товариством Ісуса.
Архітектурний ансамбль закладу, що містить початкову будівлю школи, церкву Богоматері Переможців, будинок Анчієта та штаб-квартиру Марійської конгрегації Богоматері Переможців, був внесений до списку історичних пам’яток міста Ріо-де-Жанейро у 2007 році.

## Історія
У 1567 році, після вигнання французів, місто Ріо-де-Жанейро було перенесено на Касл-Гілл, де того ж року було засновано єзуїтську школу, першу школу в місті, першою в якій став отець Мануель да Нобрега декан.
У 1922 році пагорб розібрали, а церкву та стару будівлю школи зруйнували. Оригінальний дзвін і набір барокових скульптур із замкової церкви Морро збереглися й тепер прикрашають головне подвір’я та вестибюль школи Св. Ігнатія. Колони та фасад церкви Св. Ігнатія на нинішньому місці школи на Rua São Clemente спочатку були призначені для церкви при школі на Замковій горі, яка так і не була завершена. Картина Ігнатія Лойоли на його вівтарі в сучасній церкві.

## Видатні випускники
- Казуза
- Пауло Коельйо
- Луїш Орлеан-Браганса[en]
- Вінісіус ді Морайс